# Leucania nefasta
Leucania nefasta är en fjärilsart som beskrevs av Swinhoe 1890. Leucania nefasta ingår i släktet Leucania och familjen nattflyn. Inga underarter finns listade i Catalogue of Life.